# Dieter Kapff
Dieter Kapff (* 1941; † 16. August 2011) war ein deutscher Historiker und Journalist.
Er studierte Geschichte, Politik und Französisch in Tübingen, Erlangen und Frankreich. In Tübingen wurde er 1960/61 Mitglied der Studentenverbindung AV Nicaria Tübingen im SB. Nach Abschluss eines Volontariats arbeitete er als Redakteur bei den Stuttgarter Nachrichten, später bei der Leonberger Allgemeinen. Von 1970 bis 2000 war er in der Redaktion der Stuttgarter Zeitung tätig. Daneben veröffentlichte er zahlreiche Aufsätze zur Archäologie und Denkmalpflege in Baden-Württemberg. 1986 erhielt er dafür den Deutschen Preis für Denkmalschutz. Schwerpunkt seiner Publikationen waren Kleindenkmale und archäologische Ausgrabungen.

## Schriften (Auswahl)
- mit Reinhard Wolf: Kulturgeschichte am Wegesrand. Kleindenkmale in Baden-Württemberg. Staatsanzeiger-Verlag, Stuttgart 2008, ISBN 978-3-929981-72-8.
- Römer, Rätsel und Ruinen. Ausflüge in die heimatliche Archäologie. Konrad Theiss, Stuttgart 1984, ISBN 3-8062-0419-5.